# Matrimonio igualitario en Pensilvania
La Mancomunidad de Pensilvania reconoce el matrimonio igualitario a partir de un fallo de un tribunal de distrito de EE.UU. el 20 de mayo de 2014. 
Este estado nunca ha reconocido la unión civil o la pareja de hecho entre personas del mismo sexo, y fue el último estado del Noreste donde las parejas del mismo sexo no podía casarse legalmente.

## Casos

### Whitewood vs Wolf
El 9 de julio de 2013, a raíz de la decisión de la Corte Suprema de EE.UU. en United States v. Windsor, la ACLU presentó una demanda en Tribunal del Distrito Medio de Pensilvania en nombre de 23 demandantes -10 parejas, 2 de sus hijos, y viuda- para la revocación de la prohibición legal de 1996 de Pensilvania sobre el matrimonio entre personas del mismo sexo. El caso, originalmente Blanca v Corbett, fue asignado al Juez John E. Jones III. El 11 de julio, el Fiscal General Kathleen Kane, el acusado identificado, dijo que no iba a defender la ley mientras se "aprueba la igualdad y contra la discriminación leyes" y que la ley era "totalmente inconstitucional". El 30 de julio, el gobernador Tom Corbett anunció que iba a defender el estatuto.
Todas las partes estuvieron de acuerdo en que tenían el nombre de Corbett eliminado como parte demandada. El resto de los acusados nombrados son los secretarios de salud y los ingresos del Estado, y el registro de Bucks County de voluntades. El 15 de noviembre, el juez Jones rechazó moción para desestimar los acusados estatales del traje. El juez consideró que, si bien Baker contra Nelson fue un precedente, que no le requiere para encontrar que la negación de la igualdad en el matrimonio es la jurisdicción federal fuera porque "la jurisprudencia de la misma protección y debido proceso sustantivo ha experimentado lo que sólo puede ser caracterizado como un cambio radical desde el año 1972 ", el principal de la reciente sentencia del Tribunal Supremo de Estados Unidos v Windsor. Jones fijó la fecha del juicio para el 9 de junio de 2014; más tarde se considere innecesaria (véase más adelante). A principios de diciembre, los abogados del estado pidieron Jones para que puedan solicitar a la Tribunal de Apelaciones del Tercer Circuito que se pronuncie sobre si Buker v Nelson está precedente vinculante. Juez Jones negó esto [la apelación [interlocutoria]] el 17 de diciembre, escribiendo "esta Corte es legítimamente en condiciones de examinar y evaluar dichos avances doctrinales [desde Panadero]."
El 21 de abril de 2014, los demandantes parejas del mismo sexo presentaron un recurso de el juicio sumario en Blanca v Wolf. Esto permite que el órgano jurisdiccional pronunciarse únicamente sobre los escritos, sin un juicio, cuando los hechos son indiscutible en un caso. Los acusados del Estado han renunciado a la prueba.
El 20 de mayo de 2014, el juez Jones falló a Blanca v Lobo que personas del mismo sexo la prohibición del matrimonio de Pennsylvania es inconstitucional, ecándola abajo.

### Palladino vs Corbett
El 26 de septiembre de 2013, una pareja del mismo sexo legalmente casados bajo la ley de Massachusetts presentó una demanda en EE.UU. Tribunal de Distrito para el Distrito Este de Pensilvania, tratando de exigir que Pennsylvania reconoce los matrimonios fuera del estado entre parejas del mismo sexo como válidos. La pareja también instar la declaración de la ley que prohíbe el matrimonio entre personas del mismo sexo en el estado es inconstitucional. El caso fue asignado al juez de distrito Mary A. McLaughlin. Los acusados, de gobernador y procurador general de Pensilvania, presentaron mociones para desestimar que noviembre y diciembre, respectivamente, con los demandantes respondieron en enero de 2014.
El 17 de enero de 2014, un grupo llamado el Grupo de Trabajo de metro de Filadelfia, a diferencia de personas del mismo sexo el reconocimiento del matrimonio en Pensilvania, trató de intervenir en el pleito. Este grupo alega que, al permitir el matrimonio entre personas del mismo sexo, "discriminación a la inversa se ve amenazada en medio de una omisión continua de la libertad religiosa y moral." (comillas internas omitidas) Juez McLaughlin denegó la petición del grupo de intervención, el 4 de marzo de 2014. En una orden escrita, negó la intervención Metro Task Force como demandados porque "no identificar un interés suficiente que puedan tener en juego en este litigio , ni tampoco demuestran por qué sus intereses no están adecuadamente representados por un partido existente ". Yendo más lejos, el juez denegó el grupo amicus curiae Estado, no se permite, el privilegio de presentar un breve como un no-partido.
El 17 de abril de 2014, el juez McLaughlin programado argumentos orales para la tutela anticipada en el caso para el 15 de mayo.[cita requerida]

### Casos de la Corte de la Mancomunidad
En julio de 2013 el Fiscal General de Pennsylvania Kathleen Kane se negó a defender la prohibición del matrimonio gay de Pennsylvania en el tribunal de distrito de EE.UU. (ver casos que se enumeran más arriba), llamando a la ley de Pennsylvania prohíbe tales "totalmente inconstitucional".
Tras esta decisión, D. Bruce Hanes, el Condado de Montgomery Registro de Testamentos y Secretario del Tribunal de Huérfanos, anunció que emitiría licencias de matrimonio a parejas del mismo sexo. Interpretó posición Corte de su huérfano como uno judicial, y por lo tanto tener la discreción, y encontró que negar las parejas del mismo sexo licencias de matrimonio por ley violaría derechos dados su lectura de la constitución del estado. Emitió la primera licencia de matrimonio el 24 de julio de 2013 y el 9 de agosto de 2013 había emitido licencias de matrimonio a más de 100 parejas del mismo sexo. Una semana más tarde, el Departamento de Salud de Pennsylvania presentó una demanda en Commonwealth Court contra Hanes le prohibir legalmente de cualquier emisión de más licencias.
El caso es Commonwealth v. Hanes. Los argumentos orales se celebraron el 4 de septiembre de 2013. El 12 de septiembre de 2013, el juez Dan Pellegrini ordenó Hanes para detener la emisión de licencias de matrimonio a parejas del mismo sexo ", a menos que y hasta que la Asamblea General deroga o suspende las disposiciones de la Ley de matrimonio o de un tribunal de jurisdicción competente las órdenes que la ley no debe ser obedecido o forzada ". Hanes había emitido 174 licencias a parejas del mismo sexo antes de que el tribunal emitió su orden y ha apelado la decisión de la Corte Suprema de Pennsylvania. Las parejas que recibieron una licencia de matrimonio de Hanes presentaron un escrito amicus curiae en su nombre ante la corte suprema del estado el 2 de diciembre de 2013. En el escrito, las parejas señalan que el tribunal inferior no se pronunció sobre la cuestión de fondo de la misma matrimonio homosexual, y argumentan para ello.
El 6 de septiembre de 2013, en Cucinotta v Commonwealth,  de Condado de Chester pareja del mismo sexo presentaron una petición en la corte de la Commonwealth buscando encontrar la restricción de los matrimonios del mismo sexo inconstitucional de Pennsylvania.
El 25 de septiembre de 2013, el grupo de cuarenta y dos (42) individuos peticionarios, quienes se casaron con los permisos expedidos por el Condado de Montgomery Clerk Hanes (ver arriba), solicitó a la Corte por separado Commonwealth. El caso es Ballen v Corbett, posteriormente rediseñado Ballen v Lobo, después las partes acordaron que el demandado sería secretario de Salud de Pennsylvania en lugar de su gobernador. Los peticionarios están tratando de revertir la prohibición del matrimonio entre personas del mismo sexo en el estado de la base de que viola tanto las constituciones estatales y federales.

## Legislación sobre el matrimonio igualitario

### HB 2604
El 8 de mayo de 1996, el representante Allan Egolf introdujo la HB 2604 en la casa del estado de Pennsylvania que prohibiría los matrimonios entre personas del mismo sexo y se niegan a reconoce los matrimonios realizados en otros estados. El proyecto de ley no pasa por el Comité Judicial de la Cámara, en un intento para llegar a tiempo para las elecciones.
El 28 de junio de 1996, la Cámara considera que un proyecto de ley que enmendaría la Ley de Relaciones Domésticas de Pennsylvania para permitir que los abuelos adoptan los nietos de las objeciones de sus padres. Representante Egolf introduce una enmienda a este proyecto de ley que es paralelo a su proyecto de ley contra el matrimonio pendiente. El estado Cámara controlada por los republicanos debatido y votado para añadir esta enmienda anti-matrimonio con el proyecto de ley de adopción. La votación sobre la enmienda era 177-16. El proyecto de ley, que ya pasó el Senado del Estado, fue enviado de nuevo a votación la concurrencia. Después de esta votación, la Cámara de receso para el verano.
El 1 de octubre de 1996, el Senado estatal controlado por los republicanos votó 43-5 a coincidir con el lenguaje anti-matrimonio añadido por la Cámara. Gobernador Ridge (R) firmó el acta en ley el 8 de octubre.

### Attempts at Extending Marriage Rights
La legislación para extender el matrimonio a las parejas del mismo sexo mediante la modificación de los estatutos se ha introducido en la Asamblea General de Pensilvania varias veces. En mayo de 2009, el senador estatal Daylin Leach introdujo un proyecto de ley en el Senado. State Representative Babette Josephs also introduced a similar bill in the House of Representatives. Both bills remained in committee. In March 2013, Senator Leach introduced SB719. En junio de 2013, los representantes Brian Sims y Steve McCarter, presentó un proyecto de ley de matrimonio entre personas del mismo sexo en la casa, a raíz de la decisión de la Corte Suprema de los EE.UU.

## Uniones civiles
Representante del Estado Mark B. Cohen introdujo un proyecto de ley en 2011 para proporcionar a las uniones civiles, pero murió en el comité. Se vuelve a introducir en la sesión de 2013, y el proyecto de ley está pendiente.

## Intentos de prohibición constitucional
En Pennsylvania, un [enmienda [constitucional]] requiere la aprobación de ambas cámaras de la legislatura estatal en dos sesiones sucesivas de dos años por mayoría de votos antes de ir a los votantes en un referéndum.
En 2006, cinco representantes del Estado, con Pennsylvania Representante del Estado Scott W. Boyd como patrocinador principal, presentó el Proyecto de Ley 2381, que propone una enmienda a la Constitución de Pennsylvania que define el matrimonio como la unión de un hombre y una mujer. El proyecto de ley tuvo 87 copatrocinadores y fue aprobada el 6 de junio de 2006, en una votación de 136 a 61. El Senado aprobó el proyecto de ley 38-12 del 21 de junio de 2006. El proyecto de ley fue remitido a la Comisión de Reglamento en la Cámara de Representantes el 22 de junio de 2006, donde se tomó ninguna acción.
En 2008, un proyecto de ley similar con Senador del Estado Mike Brubaker como su principal patrocinador, la SB 1250, fue aprobado por el Comité Judicial del Senado. Habría prohibido el matrimonio entre personas del mismo sexo y su "equivalente funcional". Este lenguaje llevó a debatir sobre si el proyecto de ley no sólo prohibiría el matrimonio entre personas del mismo sexo y las uniones civiles, sino también evitar que las visitas al hospital, los beneficios de salud del empleador y el reconocimiento de un voluntad para las parejas del mismo sexo. el proyecto de ley fue puesto sobre la mesa el 6 de mayo de 2008 debido a la cámara de representantes en el Comité de Gobierno del Estado no permitirá que la medida SB 1250 para ser considerado por el Comité en el momento oportuno. Senador Brubaker pidió la factura se puso a un lado. El Senado aprobó la moción por voto de voz.
En 2010, el senador estatal John Eichelberger introdujo la Ley del Senado 707. Esta enmienda propuesta falló en el Comité Judicial, cuando todos los 5 demócratas y 3 republicanos votaron a la mesa de la enmienda, la oposición de los republicanos 6.
En 2011, el Representante Estatal Daryl Metcalfe introdujo el Proyecto de Ley 1434, con 36 copatrocinadores, el 3 de mayo. Se refirió a la Comisión de Gobierno del Estado. El proyecto de ley modificaría el estado constitucional para prohibir el matrimonio entre personas del mismo sexo y cualquier equivalente sustancial. El 13 de marzo de 2012, los opositores del proyecto de ley se adjudicaron la victoria cuando Metcalfe retrasó una votación de la comisión sobre la legislación.
En 2013, él volvió a introducir el proyecto de ley con 27 copatrocinadores, el 7 de mayo, el número más bajo de los copatrocinadores del proyecto de ley ha tenido cuando se introduce.

## Registros locales de Parejas de hecho

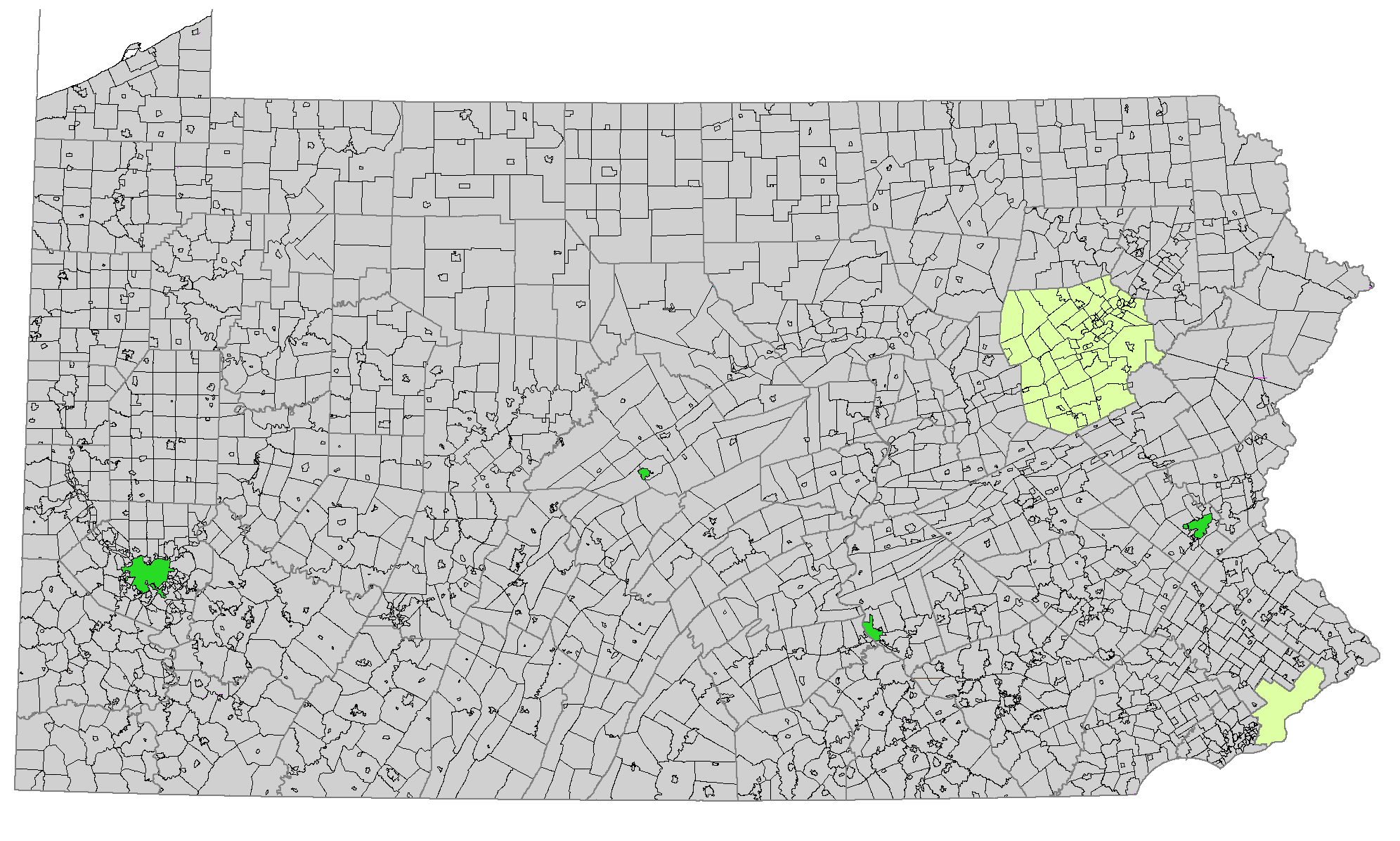
Map of Pennsylvania counties, cities, and boroughs that offer domestic partner benefits either county-wide or in particular cities.
Ciudades que ofrecen beneficios a las parejas de hecho
Ciudades que ofrecen beneficios a las parejas de hecho de todo el condado
Ciudades que no ofrecen beneficios a las parejas de hecho

Mientras que las parejas de hecho no se ofrecen en todo el estado, la ciudad de Filadelfia ofrece "parejas estables" en el caso de una "relación de compromiso a largo plazo entre dos personas no casadas del mismo sexo que sean residentes de la Ciudad de Filadelfia, o uno de los cuales se emplea en la Ciudad, es propietaria de bienes inmuebles en la ciudad, posee y opera un negocio en la ciudad, o es un receptor de o tiene un interés personal en beneficios para los empleados de la Ciudad de Filadelfia." La ciudad de Pittsburgh también proporciona las uniones de hecho. Los empleados del Condado de Condado de Luzerne son necesarios para identificar si están en una pareja de hecho, que se define explícitamente como entre personas del mismo sexo.

## Opinión pública
Una encuesta de abril de 2011 Public Policy Polling (PPP) encontró que cuando se preguntó a los votantes de Pennsylvania para elegir entre el matrimonio entre personas del mismo sexo, uniones civiles, o ningún reconocimiento legal de las relaciones homosexuales, el 30% apoya el matrimonio entre personas del mismo sexo, el 33% uniones civiles, y el 35% se oponían a todo reconocimiento legal. El 2% no estaba seguro.
Una encuesta PPP de julio de 2011 encontró que el 38% de los votantes de Pennsylvania pensó que el matrimonio entre personas del mismo sexo debería ser legal, mientras que el 51% piensa que debería ser ilegal y 11% no estaba seguro. En una pregunta separada ofreciendo a los votantes la opción de las uniones civiles, el 32% apoya el matrimonio entre personas del mismo sexo, el 36% apoya las uniones civiles, y el 31% se opuso a todo reconocimiento legal. 1% no estaba seguro.
Una encuesta Franklin & Marshall de agosto 2011 encontró que el 50% de los residentes de Pennsylvania apoyó una enmienda constitucional para legalizar el matrimonio entre personas del mismo sexo, mientras que el 42% se opuso y 8% no estaba seguro. Una cuestión distinta en la misma encuesta encontró que el 62% de los encuestados apoyó una ley que legaliza las uniones civiles para parejas del mismo sexo, mientras que el 34% se opuso y 5% no estaba seguro.
Una encuesta PPP de noviembre 2011 encontró que el 36% de los votantes de Pennsylvania pensó que el matrimonio entre personas del mismo sexo debería ser legal, mientras que el 52% piensa que debería ser ilegal y 12% no estaba seguro. En una pregunta separada ofreciendo a los votantes la opción de las uniones civiles, el 29% apoya el matrimonio entre personas del mismo sexo, el 35% apoya las uniones civiles, y el 33% se opuso a todo reconocimiento legal; 1% no estaba seguro.
Una encuesta PPP de mayo de 2012 encontró que el 39% de los votantes de Pennsylvania pensó que el matrimonio entre personas del mismo sexo debería ser legal, mientras que el 48% piensa que debería ser ilegal y 13% no estaba seguro. Se ofrece la opción de la unión civil, el 35% apoyó el matrimonio entre personas del mismo sexo, el 33% apoyado las uniones civiles, y 28% en contra de todo reconocimiento legal, 3% no estaba seguro.
Una encuesta Franklin & Marshall de junio de 2012 encontró que el 48% de los residentes de Pennsylvania apoyó una enmienda constitucional para legalizar el matrimonio entre personas del mismo sexo, mientras que el 49% estaban en contra de dicha enmienda, un aumento del 6% en el apoyo desde 2009. Una pregunta separada sobre la misma encuesta encontró que el 63% de los encuestados a favor de una ley que legaliza las uniones civiles para parejas del mismo sexo, mientras que el 33% estaba en contra de una ley de este tipo, un aumento del apoyo del 5% desde 2009.
En septiembre de 2012 una encuesta de la Universidad Muhlenberg encontró que el 44% de los residentes de Pennsylvania apoya el matrimonio entre personas del mismo sexo es legal, mientras que el 45% quería el matrimonio entre personas del mismo sexo es ilegal, con el 11% no está seguro.
En enero de 2013 una encuesta de la Universidad Quinnipiac encontró que el 47% apoya el matrimonio del mismo sexo, mientras que el 43% se opone a la idea. La encuesta también encontró que los católicos blancos en el estado apoyaron el matrimonio del mismo sexo por un margen de 50/40, mientras que los protestantes blancos en el Estado se opuso el matrimonio del mismo sexo, por un margen 60/31.
Una encuesta realizada entre el 29 de enero y el 3 de febrero de 2013 por Franklin & Marshall College encontró que el 52% apoya el matrimonio del mismo sexo, mientras que el 41% se opuso.
Una encuesta PPP de marzo de 2013 encontró que el 45% de los residentes de Pennsylvania apoya los matrimonios entre personas del mismo sexo y el 47% se opuso a ellos; preguntado sobre la cuestión del matrimonio o las uniones civiles para parejas del mismo sexo en el estado, más del 74% de los encuestados indicaron apoyo para cualquiera (con un 38% el apoyo a los derechos de matrimonio y un 36% el apoyo a las uniones civiles pero no el matrimonio), con sólo el 24% de los encuestados se oponen a cualquier reconocimiento civil de las parejas del mismo sexo y el 2% no está seguro.
Una encuesta de mayo de 2013 del Franklin & Marshall College encuesta encontró que el 54% apoya el matrimonio del mismo sexo, mientras que el 41% se opuso.
Una encuesta de diciembre 2013 del Public Religion Research Institute encontró que el 61% de los residentes de Pennsylvania apoya el matrimonio entre personas del mismo sexo, mientras que el 35% se opuso, y el 3% no sabe o se negó a responder.
Una encuesta de febrero de 2014 de la Universidad Quinnipiac encontró que el 57% apoya el matrimonio del mismo sexo, el 37% se opone a la idea, y el 6% no lo sabía.